# Луций Анний Арриан
Луций Анний Арриан (лат. Lucius Annius Arrianus) — римский государственный деятель и сенатор первой половины III века.

## Биография
Происходил из рода Анниев. Об Арриане известно только лишь то, что он занимал должность ординарного консула в 243 году вместе с Гаем Цервонием Папом.